# José Ángel Gurría
José Ángel Gurría Treviño (ur. 8 maja 1950 w Tampico w Meksyku) – meksykański ekonomista i polityk, były sekretarz generalny Organizacji Współpracy Gospodarczej i Rozwoju (OECD).

## Życiorys
Absolwent Uniwersytetu UNAM (Meksyk), University of Leeds (Wielka Brytania) i Harvardu.
W latach 90. XX w. był ministrem spraw zagranicznych Meksyku i negocjował porozumienie o wolnym handlu w Ameryce Północnej (NAFTA). Następnie pełnił funkcję ministra ds. finansów i budżetu. Był też prezesem banków Nafin i Bancomext. Poza hiszpańskim zna angielski, francuski, portugalski, włoski i podstawy niemieckiego.
Wybrany w dniu 25 listopada 2005 roku na stanowisko sekretarza generalnego OECD (o stanowisko rywalizował z byłym premierem Polski Markiem Belką), stanowisko objął 1 czerwca 2006 roku. Za jego kadencji OECD zdecydowała rozpocząć rozmowy o ewentualnym członkostwie z Chile, Estonią, Izraelem, Rosją i Słowenią, a także znacząco zintensyfikowała współpracę z Brazylią, Chinami, Indiami, Indonezją i RPA (w ramach tzw. wzmocnionego zaangażowania).

## Nagrody i odznaczenia
- Wielki Oficer Orderu Legii Honorowej (Francja)[2].
- Order Zasługi Rolniczej (Francja)[2].